# Cal Suriol de Baix
Cal Suriol de Baix és un mas situat al municipi de Sant Cugat Sesgarrigues, a la comarca catalana de l'Alt Penedès.